# ベンジャミン・シスコ
ベンジャミン・ラファエット・シスコ (英: Benjamin Lafayette Sisko) はアメリカのSFテレビドラマ『スタートレック:ディープ・スペース・ナイン』に登場する架空の人物。地球人男性。

## 概略
シリーズ初の黒人の主人公であり、当初はシリーズ定番の船長（艦長）役ではなく、宇宙ステーションディープ・スペース・ナインの司令官として、ステーションに出入りする様々な種族たちによる人間模様の結び目の一人となった。演じたのはエイヴリー・ブルックス。日本語版の吹き替えは玄田哲章。時期によって髪あり髭なし、髪なし髭ありの時がある。

## 劇中の人物像

### 来歴
2332年、地球・ニューオーリンズに父ジョセフ・シスコと母サラの間に生まれる。2350年、宇宙艦隊アカデミーに入学。卒業して配属を待つ間にジェニファーと出会い、すぐに結婚。2355年には息子ジェイクが生まれた。
野球を愛しているが、アカデミーではレスリング部の主将だった。クリンゴン人と渡り合えるだけの屈強さと、ピアノを演奏する器用さを兼ね備えている。
クルゾン・ダックスと出会ったU.S.S.リビングストン、センケチとの戦争を戦ったU.S.S.オキナワなどでの勤務を歴任、U.S.S.サラトガでは副長を務めた。2367年、ウルフ359の戦いでボーグに艦を破壊され、妻を失ってしまう。心に大きな傷を負ったシスコは宇宙艦での任務を避け、火星のユートピア・プラニシア造船所で3年間勤務することになった。この時、U.S.S.ディファイアントの開発に携わった。
2369年、ベイジョーがカーデシアの占領から解放されると、シスコはディープ・スペース・ナインの司令官に任命され、ベイジョーの復興支援と惑星連邦加盟促進をすることになった。この時に至っても妻を死なせた苦悩はますます深く、その原因の一端ともいえるジャン＝リュック・ピカードに初対面したときには、そのことに対するわだかまりがあるのか、やや頑なな態度を見せる。また、艦隊士官を退役しようとまで考えていたが、ベイジョー・ワームホールを発見しそこに住まう預言者と出会うと、預言者に時間の概念とはなにかを説明するという経験を通じて自らの苦悩と正面から向き合うことになり、それを乗り越えることができた。
シスコはベイジョーを第2の故郷と考えるようになり、退役後の家を建てるための土地を購入した。また民間の貨物船船長キャシディ・イエイツと交際するようになり、紆余曲折はあったものの2375年に結婚、彼女は彼の子を身篭る。しかしドミニオン戦争終結直後、彼はデュカットの肉体に宿ったパー・レイスを命懸けで封印し、使命を果たす。そして預言者が住む「天空の城」で新たな使命に挑むための修行を始めるのであった。

### 人間性
ベイジョー人の古くからの信仰の対象として崇められてきた預言者と接触したことによって、ベイジョー人達から「選ばれし者」として尊崇を受けることになる。当初はベイジョー人から選ばれし者として崇拝されることを嫌がっていたが、次第にその使命に目覚めていく。ドミニオン戦争中盤、サラという女性が実母ということが父親の口からあきらかになり、預言者からの啓示を追う中でシスコは預言者がサラに乗り移っていた際に生まれた子供だと判明する。その後はサラに乗り移っていた預言者が、預言者かつ母親の立場でシスコを導いていく。
ディファイアントがディープ・スペース・ナインに配属されてからはその艦長を、ドミニオン戦争後半はロス提督の副官を務め、艦隊戦闘を指揮することもあった。ただしジャッジア・ダックスの死後しばらくの間は休職していた。
艦隊に無許可・無報告でディファイアントを改造したり、ロミュランから「ガンマ宇宙域での利用に限定」を条件に貸与された遮蔽装置をアルファ宇宙域で使うなど、状況次第でルールを破る傾向にある。ドミニオン戦争の際、ドミニオンとロミュラン帝国が相互不可侵条約を結んだ状況を嫌い、「ロミュランを戦争に巻き込む」ために独断かつ艦隊規則に違反する行為を秘密裏に行ったことまであり、スタートレックシリーズに登場する艦隊士官の中ではかなり珍しいタイプである。

### 職業
- 宇宙艦隊中佐（第1シーズン - 第3シーズン）、大佐（第3シーズン - 第7シーズン）
- 家事手伝い（第7シーズン序盤）

### 艦隊略歴
- 2350年：宇宙艦隊アカデミー（Starfleet Academy）入学
- 2354年：宇宙艦隊アカデミー卒業
- 235?年：U.S.S.リビングストン勤務
- 2360年：U.S.S.オキナワ勤務。配属後、レイトン艦長に見いだされ少佐に昇進し、副長として勤務。
- 2360年：副長としてUSSサラトガ勤務
- 2366年：ユートピア・プラニシア艦隊造船所勤務。この期間中に中佐に昇進。
- 2369年：司令官としてディープ・スペース・ナイン勤務
- 2371年：U.S.S.ディファイアント（U.S.S. Defiant）の艦長を兼任。同年末、大佐に昇進。
- 2374年：クリストファー・パイク勲章授与
- 2375年：ドミニオン戦争終結時に行方不明に

### 家族
- ジョセフ・シスコ（父）[3]
- サラ・シスコ（実母、失踪。後に死亡と判明）
- （不明）・シスコ（義母、死亡）
- ジュディス・シスコ（異母妹）
- ジェニファー・シスコ（先妻、死亡）
- ジェイク・シスコ（長男）
- キャシディ・イエイツ（後妻）